# Ernesto Chiminello
Ernesto Chiminello (Pizzo, 4 dicembre 1890 – Porto Edda, 4 ottobre 1943) è stato un generale italiano, che durante la seconda guerra mondiale fu comandante della 33ª Divisione fanteria "Acqui", di stanza a Cefalonia, e poi della 151ª Divisione fanteria "Perugia" di stanza ad Argirocastro. Nei giorni seguenti la proclamazione dell'armistizio dell'8 settembre 1943, per essersi opposto alla resa e alla consegna delle armi, fu trucidato dai tedeschi a Porto Edda insieme ad altri 120 ufficiali.

## Biografia
Nacque il 4 dicembre 1890, e si arruolò nel Regio Esercito, divenendo sottotenente di fanteria nel 1908. Tra il 1912 al 1913 operò in Libia. Fu promosso al grado di tenente il 6 settembre del 1913.
All'atto dell'entrata in guerra del Regno d'Italia, il 24 maggio 1915, partì per il fronte. Il 9 settembre del 1915, con Decreto Luogotenenziale, fu promosso al grado di capitano in servizio permanente effettivo (s.p.e.).
Dopo la fine delle ostilità frequentò la Scuola di guerra, ricoprendo in seguito la carica di Sottocapo di Stato maggiore del Corpo d'armata di Bologna. Comandò poi dapprima il 22º, e poi il 3º Reggimento di fanteria ed infine il Distretto militare di Ragusa. Il 3 giugno 1932 fu fatto Cavaliere dell'Ordine dei Santi Maurizio e Lazzaro.
Capo di stato maggiore della 32ª Divisione fanteria "Marche", divenne in seguito comandante della zona militare di Alessandria. Il 1º luglio del 1940 fu promosso al grado di generale di brigata. Nel luglio 1941 fu nominato presidente della Commissione Confini Montenegro. Nel corso del 1942 assunse le funzioni di comandante della 33ª Divisione fanteria "Acqui", di stanza a Cefalonia. ricoprendo tale incarico sino al giugno 1943.
Il 15 agosto dello stesso anno, dopo un breve periodo a disposizione del Corpo d'armata di Firenze, fu mandato in Albania per assumere le funzioni di comandante della 151ª Divisione fanteria "Perugia", inquadrata nel IV Corpo d'armata del generale Carlo Spatocco, operante in seno 9ª Armata al comando del generale Renzo Dalmazzo. L'armistizio dell'8 settembre lo sorprese a Argirocastro, dove si trovava il Quartier generale della divisione.  La divisione si trovava schierata nelle vicinanze del confine con la Grecia, nella zona tra Permeti, Klisura e Tepeleni. Appresa la notizia dell'avvenuto armistizio il comando della divisione decise, all'unanimità, di resistere ai tedeschi, anche con l'uso della armi.

### L'epopea della Divisione "Perugia"
Il 9 settembre un ufficiale tedesco si recò a colloquio con lui, e fu raggiunto un accordo in base al quale i reparti della divisione sarebbero rimasti ad Argirocastro, insieme a un piccolo contingente di soldati tedeschi, e in caso di spostamento la Grande Unità si sarebbe diretta a Valona. Il vicecomandante della divisione, colonnello Giuseppe Adami, responsabile del settore di Tepeleni, intavolò trattative con i partigiani albanesi, con l'appoggio del suo comandante, ma tra il 10 e l'11 settembre gli albanesi circondarono la città. A causa di questo fatto egli lasciò libero Adami di comportarsi come meglio credeva, e quest'ultimo partì con i suoi reparti per raggiungere Valona, secondo il piano iniziale.
Il giorno 13 altri reparti italiani giunsero ad Argirocastro, mentre il piccolo presidio tedesco presente in città fu fatto partire per Valona. Il giorno 14 i partigiani albanesi lanciarono un ultimatum per la consegna delle armi e il disarmo della divisione, che fu respinto, così come il successivo attacco in cui trovarono la morte circa 500 albanesi. All'alba del giorno 16 circa 5.000 uomini della divisione partirono per raggiungere Porto Edda, che risultava libera dai tedeschi, arrivandovi tra alterne vicende il 22. Imbarcati sulle navi i primi soldati feriti e i prigionieri fuggiti ai tedeschi, le operazioni di evacuazione terminarono il giorno 24 quando gli attacchi aerei della Luftwaffe le resero impossibili. La divisione partì alla volta di Porto Palermo dove avrebbero dovuto arrivare altre navi, giungendovi il giorno 27. Le navi promesse dal Capo di stato maggiore generale del Regio Esercito Vittorio Ambrosio, non giunsero mai, e il 29 arrivarono i soldati germanici del I Battaglione, 99º Reggimento della 1ª Divisione Gebirgjager che iniziarono subito le operazioni di rastrellamento, denominate Unternehmen Spaghetti (Operazione Spaghetti). Nascostosi in un bosco insieme ad altri ufficiali, il 3 ottobre decise di arrendersi ai tedeschi.
Il 4 ottobre 1943 fu fucilato sulla spiaggia di Baia Limione a Porto Edda, ed insieme a lui fu ucciso anche il maggiore Sergio Bernardelli, Capo di stato maggiore della divisione, mentre altri 118 ufficiali furono uccisi successivamente vicino alla cittadina di Saranda. I cadaveri furono portati al largo e gettati in mare zavorrati con delle pietre legate alle gambe.
La colonna al comando di Adami raggiunse Valona, e dopo alterne vicende i tedeschi misero i soldati su un treno con destinazione Trieste, che fu fatto dirottare su Vienna dove le SS catturarono tutti i soldati e gli ufficiali avviandoli verso i campi di prigionia in Germania.
Dopo la sua morte la Fondazione "Leone Ferri" situata presso la Facoltà di scienze sociali e politiche dell'Università di Firenze ricevette un lascito di 20.000 lire. Per onorare la sua memoria il comune di Rho (Milano) gli ha intitolato una via.

### Annotazioni
1. ↑  Insieme a lui furono promosso lo stesso giorno anche i futuri generali Antonio Gandin, Giovanni Messe, Arnaldo Azzi, Francesco La Ferla, Ugo Tabellini.
2. ↑  Quella stessa mattina aveva ricevuto la visita del comandante del IV Corpo d'armata, generale Spatocco, che aveva concordato con lui l'inizio di un'operazione antipartigiana nella zona di sua competenza.
3. ↑  Tra i suoi contatti vi fu anche l'ufficiale inglese Harold William Tilman che raggiunse un accordo con Adami, tramite il maggiore Simone Ciampa. Tale accordo prevedeva che i reparti della divisione operassero in montagna, a fianco degli insorti. Tale accordo fu sottoposto da Ciampa a Chiminello che diede la sua approvazione.
4. ↑  Chiminello disponeva anche di 8 cannoni da 75 mm sommeggiati.
5. ↑  Secondo la testimonianza di padre Scanagatta, un cappellano della divisione, il generale si trovava in uno stato di grave psicosi depressiva.

### Fonti
1. 1 2 3 4 5 6 7 8 9 10 11 12 13  Becherelli, Carteny, Giardini 2013, p. 227.
2. ↑  Gazzetta Ufficiale del Regno d'Italia n.237 dell'11 ottobre 1913.
3. ↑  Gazzetta Ufficiale del Regno d'Italia n.243 del 2 ottobre del 1915.
4. ↑  Gazzetta Ufficiale del Regno d'Italia n.247 del 24 ottobre 1932.
5. 1 2  Meyer 2008, p. 301.
6. 1 2 3  Meyer 2008, p. 453.
7. 1 2 3  Bianchi 2012, p. 12.
8. ↑  Bianchi 2012, p. 13.
9. 1 2  Tilman 1946, p. 120.
10. 1 2 3 4 5  Becherelli, Carteny, Giardini 2013, p. 228.
11. ↑  Tilman 1946, p. 125.
12. 1 2 3 4 5  Schreiber 1990, p. 163.
13. 1 2 3  Bianchi 2012, p. 14.
14. ↑  Gazzetta Ufficiale del Regno d'Italia n.87 del 13 aprile 1946.
15. ↑  Gazzetta Ufficiale del Regno d'Italia n.122 del 27 maggio 1935,